# Petrus Lotto
Petrus Lotto (3 december 1987) is een Namibisch wielrenner. Hij reed in het verleden twee seizoenen voor MTN-Qhubeka.

## Belangrijkste overwinningen
2009
- Afrikaans kampioenschap ploegentijdrit, Elite

2011
- Namibisch kampioen op de weg, Elite
- Namibisch kampioen tijdrijden, Elite

2012
- Namibisch kampioen op de weg, Elite
- Namibisch kampioen tijdrijden, Elite

Brown · Girdlestone · Impey · Janse van Rensburg · Keey · Namanyana · Nel · Niyonshuti · Petrus · Potgieter · Tennent · Van Heerden · van Niekerk · Wesemann
Abraha · Beneke · Brown · Debesay · Grmay · J.Janse van Rensburg · R.Janse van Rensburg · Jim · Nel · Niyonshuti · Petrus · Potgieter · Russom · Tewelde · van Niekerk · Venter · Wesemann